# Revision – Apocalypse II
Revision – Apocalypse II ist ein Filmdrama mit politischen Untertönen und Horrorelementen. Regisseur war Edwin Brienen. Die amerikanisch-deutsch-niederländische Ko-Produktion aus dem Jahr 2009 spielt mit Themen wie Terrorismus, Globalismus, Bewusstseinskontrolle und der Neuen Weltordnung, wurde also inspiriert von den gängigen Verschwörungstheorien. Der Film ist der zweite Teil von Brienens Apocalypse-Trilogie. Wie andere Filme von Brienen hat auch Revision einen dunklen Unterton, vermisst im Vergleich mit anderen Werken eine gewisse Lockerheit bzw. den schwarzen Humor. Der Film feierte seine Premiere auf dem Niederländischen Filmfestival im September 2010. Im Frühjahr 2012 wird Revision dann seine verspätete Deutschlandpremiere erhalten.

## Handlung
Eine totalitäre Welt. Traci, ein ehemaliges Modell, fühlt sich von einer undefinierbaren Energie bedroht. Früher hatte sie einen Gottesglauben, heute spürt sie eine Leere, weil sie ihren Glauben eliminiert hat. Ihr Ehemann, Charlie, überzeugt sie davon sich dem absolut Bösen hinzugeben: die Ermordung eines Menschen. In einer Bar trifft Traci auf den Geschäftsmann Bob Dunning, den sie zu sich nachhause einlädt. In einer blutigen Szene tötet Traci den Unbekannten, doch vermischen sich Realität und Fantasie. Von ihrem inneren Dämonen Vince Destructo verfolgt, versinkt Traci in Wahnsinn und lässt sich durch einen kopulierenden Christus erlösen, der letztendlich den Tag des jüngsten Gerichts ankündigt.

## Soundtrack
„Revision“ beinhaltet Lieder aus dem 2005 erschienenen Album Everything Must Be Destroyed von The House of Destructo. Das Konzeptalbum behandelt die gleichen Themen wie der Film und der Filmcharakter Vince Destructo wurde inspiriert von Vincent Koreman, dem Sänger und Komponisten. Auch der New Yorker Künstler The Horrorist ist im Film mit seinem Song „Sex Machine“ zu sehen. Eine Soundtrack-CD gab es als Bonus auf der ersten limitierten niederländischen DVD-Veröffentlichung.

## Hintergrund
- Revision ist der zweite Teil aus Brienens Apocalypse Trilogie, nach Hysteria aus dem Jahre 2005.
- Der Film wurde im Mai 2011 von Filmfreak Distribution in den Beneluxländer auf DVD veröffentlicht.
- In einem auf der DVD veröffentlichten Extra behauptet Brienen, das 9/11 ein „inside job“ war. Doch sieht er sich selbst nicht als Verschwörungstheoretiker. „Die ganze Thematik Revisions fokussiert das künstlerische Interesse am Subjekt. Das hat wenig mit politischen Ideen oder Ähnlichem zu tun. Erstens aus einem künstlerischen Interesse an den Subjekt herausgekommen. In erster Linie bin ich Künstler!“